# Tibors de Sarenom
Tibors de Sarenom, französisch Tiburge (* um 1130; † nach 1198) ist die früheste belegbare Trobairitz, die während der klassischen Periode der mittelalterlichen okzitanischen Literatur auf dem Höhepunkt der Troubadore im 12. Jahrhundert tätig war.

## Leben
“Na Tibors si era una dompna de proensa dun castel d’En Blancatz que a nom sarrenom. Cortesa fo et enseignada. Auinens e fort maistra e saup trobar. E fo enamorada e fort amada per amor, e per totz los bos homes daquela encontrada fort honrada, e per totas las ualens dompnas mout tensuda e mout obedida. E felz aquestas coblas e mandet las al seu amador. Bels dous amics ben uos puesc en uer dir.

Na Tibors war eine Dame aus der Provence, aus dem Schloss in En Blacatz namens Sarenom. Sie war höfisch und vollendet, liebenswürdig und sehr weise. Und sie wusste, wie man Gedichte schreibt. Und sie verliebte sich und war verliebt, und sie wurde von allen guten Männern dieser Region sehr geehrt und von allen würdigen Damen bewundert und respektiert.”

Tibors ist eine von acht Trobairitz mit Vidas, kurzen okzitanischen Biographien, die oft mehr legendär als faktisch sind. Die Erforschung der tatsächlichen Dichterin Tibors wird durch die Popularität ihres Namens in Okzitanien während ihrer Lebenszeit erschwert.
Tibors war die Tochter von Guilhem d’Omelas und Tibors d’Aurenga (d’Orange), die ihrem Gemahl das Schloss Sarenom, wahrscheinlich Sérignan-du-Comtat in der Provence oder vielleicht Sérignan im Roussillon. Traurigerweise für Historiker und Okzitanisten hatten Tibors und Guilhem zwei Töchter, die beide nach ihrer Mutter Tibors genannt wurden. Es ist möglich, aber unwahrscheinlich, dass Tibors d’Aurenga selbst die Trobairitz war. Da Tibors d’Aurenga 1129 oder 1130 verheiratet wurde und ihre Töchter 1150 verheiratet wurden, ist es unwahrscheinlich, dass Tibors lange nach 1130 geboren wurde.
Raimbaut d’Aurenga, der berühmte Troubadour, war ein jüngerer Sohn von Guilhem und Tibors d’Aurenga und damit ein jüngerer Bruder der beiden Tibors-Schwestern. Im Jahre 1150 starb Tibors d’Aurenga und hinterließ Raimbaut, damals minderjährig, durch ihren Willen unter der Vormundschaft ihrer älteren Tochter und ihres Schwiegersohnes, dem zweiten Ehemann der Trobairitz, Bertran dels Baus (Bertrand I. von Baux).
Die jüngere Schwester, Tiburgette, erhielt in jenem Jahr (1150) ein Hochzeitsgeschenk von ihrem Vater Guilhem. In dessen Testament Tibors als autre Tiburge (die andere Tibors) bezeichnet, während ihrer jüngeren Schwester der Vorrang eingeräumt wird.
1150 (oder 1155 abhängig von der Datierung des Testaments von Tibors d’Aurenga) war Goufroy de Mornas (auch Gaufroy oder Gaufred), Tibors’ erster Ehemann bereits verstorben. Mit ihm sind keine Kinder überliefert, aber mit Bertrand hatte sie drei Kinder: Uc (Hugues III. von Baux), den Vater von Barral von Marseille (Barral of Marseille);Bertran (Bertrand II. von Baux), den Vater von Raimon (Raymond II. von Baux) und Guilhem (William I. von Baux), letzterer ebenfalls ein Trobadour.
Tibors soll kurz nach ihrem Ehemann († 1180) im Jahre 1181 oder 1182 gestorben sein, aber ein Dokument ihres Sohnes Uc vom 13. August 1198 verweist auf „den Rat seiner Mutter Tibors“.
Judy Chicago widmete ihr eine Inschrift auf den dreieckigen Bodenfliesen des Heritage Floor ihrer Installation The Dinner Party. Die mit dem Namen Fibors beschrifteten Porzellanfliesen sind dem Platz mit dem Gedeck für Eleonore von Aquitanien zugeordnet.

## Dichtung
Von Tibors’ Arbeiten ist lediglich ein  Canso, ein von Musik begleitetes Liebesgedicht, zusammen mit der Vida und zugehörigem Razo überliefert. Die Vida endet dabei mit dem Razo: „E fetz aquestas coblas e mandet las al seu amador.“ Sie wird noch in einer anonymen Ballade aus der Zeit zwischen 1220 und 1245 erwähnt, in der sie als Richterin in einem Dichterspiel auftritt.
Ihr einziges Werk lautet wie folgt:
| Bels dous amics, ben vos posc en ver dir que anc non fo qu’ieu estes ses desir pos vos conven que.us tene per fin aman; ni anc no fo qu’ieu non agues talan, bels dous amics, qu’ieu soven no.us vezes; ni anc no fo sazons que m’en pentis, ni anc no fo, se vos n’anes iratz, qu’ieu agues joi tro que fosetz tornatz; ni [anc] … | Sweet handsome friend, I can tell you truly that I’ve never been without desire since it pleased you that I have you as my courtly lover; nor did a time ever arrive, sweet handsome friend, when I didn’t want to see you often; nor did I ever feel regret, nor did it ever come to pass, if you went off angry, that I felt joy until you had come back; nor [ever] … |